# Élisabeth Dmitrieff
Élisabeth Dmitrieff, pseudonimo di Elizaveta Lukinična Kušeleva o anche, dal cognome dei due mariti, Tomanovskaja e Davydovskaja (Volok, 1º novembre 1851 – Mosca, 1918 circa), è stata una rivoluzionaria russa.
Di opinioni marxiste, appartenente alla I Internazionale, partecipò alla Comune di Parigi guidando l'associazione dell'Unione delle donne.

## Biografia

### Le origini

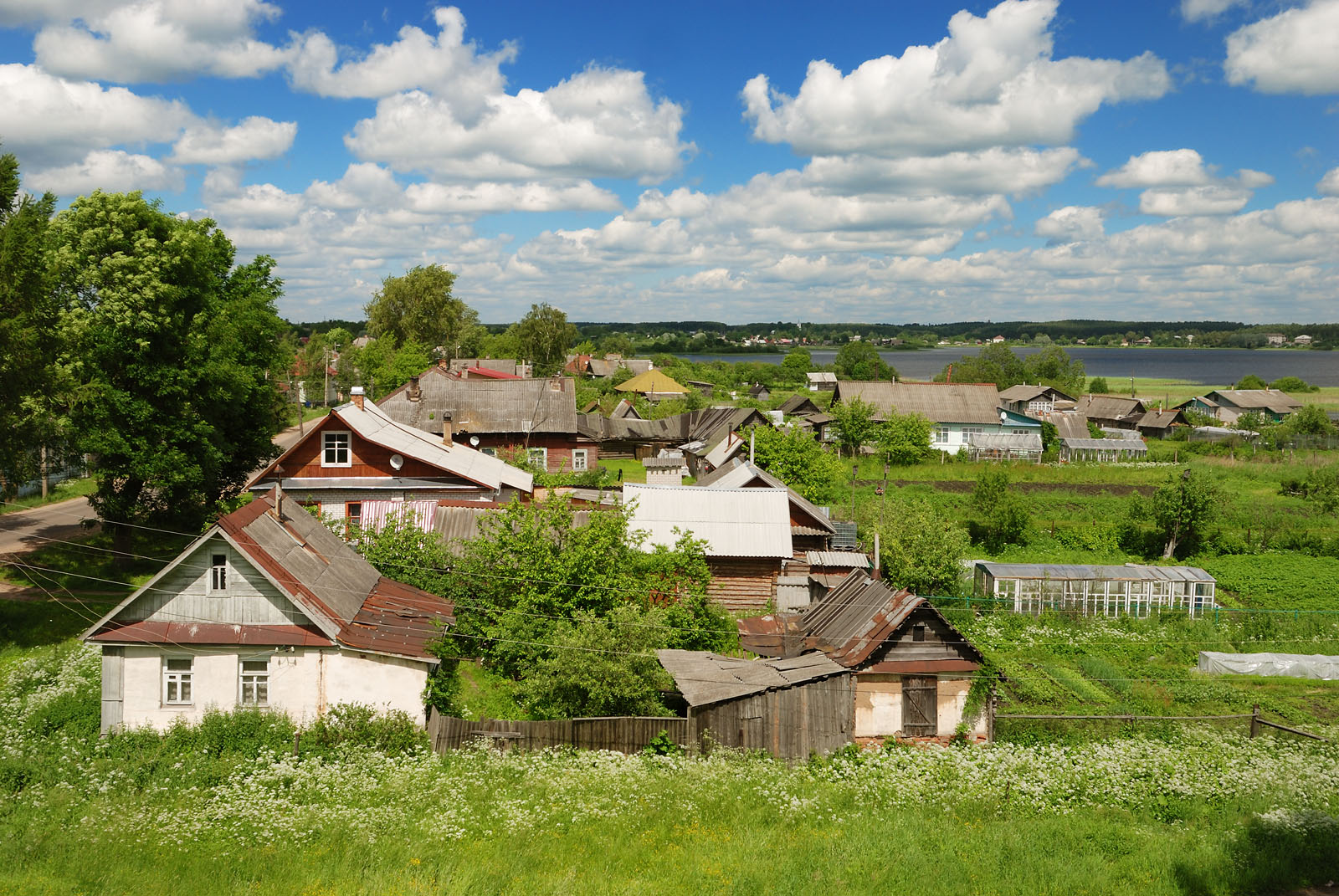
Panorama di Toropec nel 2010

Gli antenati di Elizaveta sarebbero stati nobilitati al tempo di Aleksandr Nevskij il quale, in ricompensa dell'apporto militare fornito, avrebbe riconosciuto il loro diritto di occupare grandi quantità di terre intorno a Volok, un villaggio prossimo alla cittadina di Toropec, appartenente alla Gubernija di Tver'.
Alla fine del XVIII secolo il nonno paterno Ivan Ivanovič Kušelev fu nominato senatore sotto Paolo I e divenne consigliere speciale di Alessandro I. Lo zar fece da padrino al suo primogenito Aleksandr, e poi dalla moglie Elizaveta Dmitrieva Lanska vennero gli altri figli Nikolaj e Luka, nato il 28 ottobre 1793. Questi, che combatté tra gli ussari nelle campagne anti-napoleoniche, sposò la ricchissima Anna Dmitrieva, figlia di un nobile e di una serva, che gli diede tre figlie.
Il suo carattere violento e possessivo resero impossibile la convivenza tra i due coniugi: « In Luka Ivanovič le passioni dominanti sono l'interesse e l'ipocrisia, - scrisse un emissario della corte di San Pietroburgo - i suoi trasporti violenti, che possono arrivare fino alla furia, si oppongono radicalmente alla dolcezza e all'umiltà della moglie ». I due si separarono nel 1832.
Aleksandr, il primo fratello maggiore di Luka, era morto ancora molto giovane mentre il secondo, Nikolaj, da tempo malato e senza eredi diretti, veniva assistito da un'infermiera tedesca proveniente da Hasenpoth, una suora di carità luterana nata nel 1821 e registrata come Carolina Dorothea Troskevič. Nikolaj Kušelev morì nel 1848 e dalla relazione che intanto si era stabilita tra Carolina e Luka Kušelev nacquero nel 1849 una bambina, Sof'ja, poi nel 1850 Aleksandr, il 1º novembre 1851 Elizaveta e un anno dopo l'ultimo figlio, Vladimir.
Dopo la morte di Anna Dmitrieva, nel 1856 Luka Kušelev sposò la convivente Carolina, che si era convertita alla fede ortodossa assumendo il nome di Natal'ja Egorovna, e riconobbe i figli, che ottennero così il diritto di ereditare i suoi beni, senza però poterne assumere il titolo. Solo il figlio Vladimir brigherà, al tempo di Nicola II, per farsi riconoscere la sua nobiltà e nel 1906 potrà sedere alla Duma.

### Infanzia e adolescenza

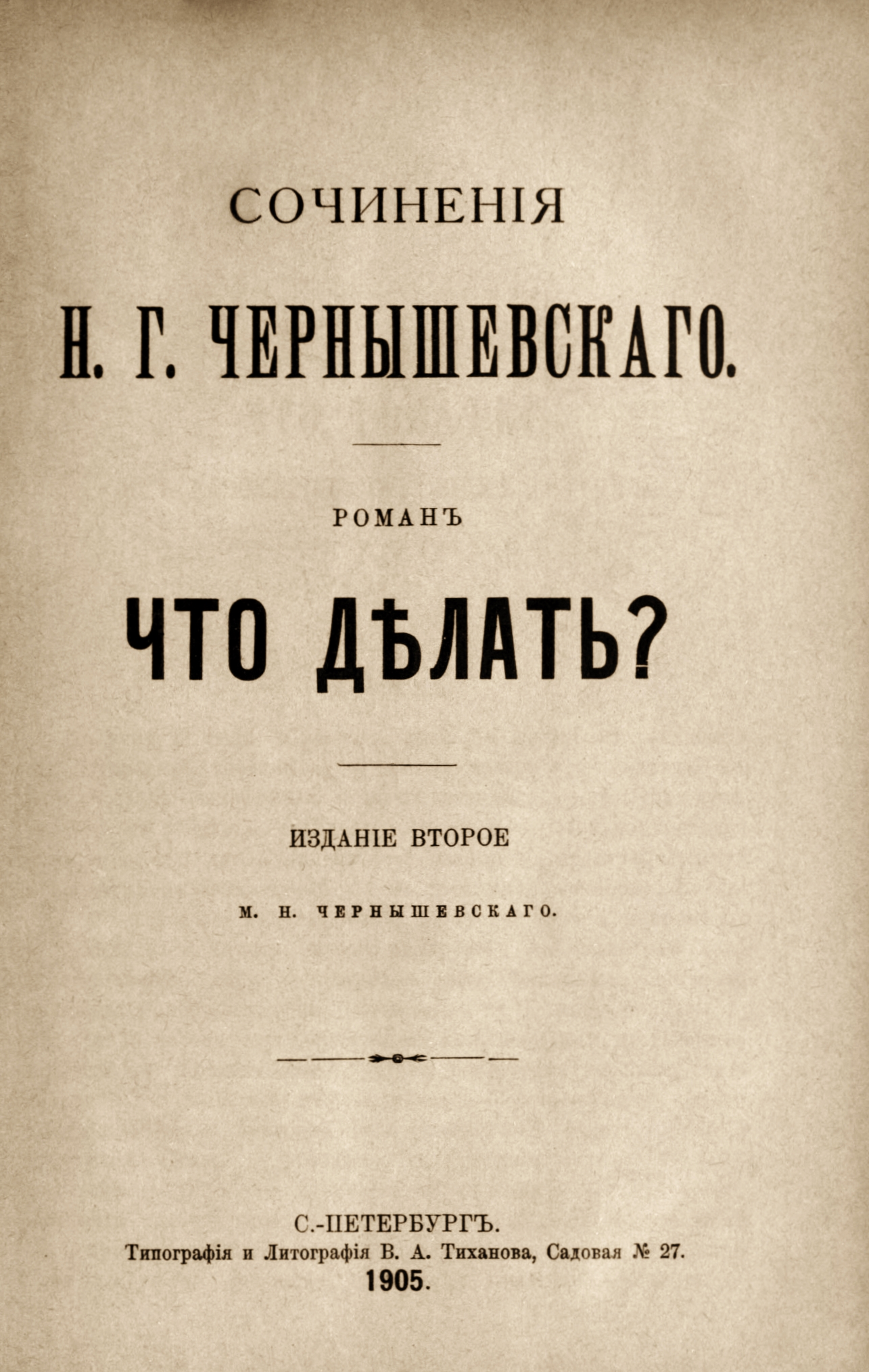
La prima edizione del Che fare?

I giovani crebbero nella grande e rustica casa a due piani di Volok, posta tra gli alberi sopra una lieve collina. Il loro compagno di giochi Aleksej Kuropatkin (1848-1925), ha lasciato una descrizione dell'ambiente, non più esistente, in cui crebbero i Kušelev. Dietro la casa, un giardino, le serre e un frutteto, più avanti un bosco di betulle oltre il quale si stendeva una foresta di pini. Dinnanzi alla casa un viale di querce separava un lago circondato da pioppi dal piccolo cimitero di famiglia e correva fino al fiume Serëža, meta di bagni, di gite in barca e di pesca.
Luka Kušelev morì nel 1860, e all'amministrazione delle terre e all'educazione dei figli pensò la madre. Una governante inglese, Miss Betsy, e un istitutore prussiano, von Madievaiz, provvedevano alla loro istruzione generale, mentre un giovane compositore russo, ancora sconosciuto al pubblico ma destinato a grande fama, Modest Musorgskij, nel 1862 prese alloggio nella casa per occuparsi della loro istruzione musicale. Con poco interesse e scarsi risultati, si direbbe: « i figli della mia padrona di casa picchiano a caso sui tasti, componendo ogni sorta di accordi possibili e impossibili (questo si chiama prendere lezioni di musica, ciò che a me impedisce di occuparmi della mia musica) », scriveva a Balakirev il 31 marzo.
Come molte famiglie della nobiltà di provincia, i Kušelev passavano l'inverno a San Pietroburgo, in una casa sita nell'isola Vasil'evskij, proprio davanti al Collegio dei cadetti dove anche Luka Kušelev aveva studiato. La loro casa fiancheggiava quella del generale Vasilij Vasil'evič Korvin-Krukovskij (1803-1858), le cui figlie Anna (1844-1887) e soprattutto Sof'ja (1850-1891) saranno destinate a raggiungere una notorietà internazionale. La prima, che rifiutò di sposare Dostoevskij, si legherà al rivoluzionario francese Victor Jaclard, condividendone l'esperienza drammatica della Comune di Parigi e la vita avventurosa, la seconda, anch'essa d'idee rivoluzionarie, acquisterà fama per le sue ricerche nel campo della matematica.
Non lontano da quelle case sorgeva la fortezza di Pietro e Paolo, dove dal luglio del 1862 era rinchiuso lo scrittore Černyševskij, fondatore nel 1861 della prima Zemlja i Volja, una società segreta rivoluzionaria, e il cui romanzo Che fare?, finito di scrivere in carcere nel 1863, circolava in numerose copie clandestine tra gli intellettuali e gli studenti russi. Il Che fare formò intere generazioni teorizzando « l'uguaglianza dei sessi, la critica delle convenzioni, l'impostazione etico-sociale delle condotte personali e, soprattutto, un'organizzazione produttiva di tipo cooperativistico con distribuzione egualitaria dei profitti ».
Per ottenere tutto questo era necessaria l'« azione », e la possibilità di agire, per una donna, passava dalla conquista dell'indipendenza, dalla rottura dei legami familiari. Il matrimonio era il primo passo, ma un matrimonio che non rappresentasse una nuova soggezione. Il matrimonio libero, « bianco », era la soluzione suggerita da Lopuchov a Vera Pavlovna nel romanzo di Černyševskij. Così fece Sof'ja Korvin-Krukovskaja, che sposò Vladimir Kovalevskij, un simpatizzante socialista, e con lui e la sorella Anna poté abbandonare la Russia.

### Il matrimonio

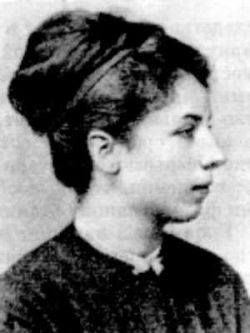
Élisabeth Dmitrieff

Elizaveta imitò le amiche. Un parente, il colonnello trentaduenne Michail Tomanovskij, che la tisi costringeva a stare lontano dalla vita militare attiva e gli lasciava pochi anni di vita, accettò la sua proposta. Si sposarono nel 1867 a Volok. I loro parenti non sapevano delle condizioni singolari che avevano originato quel matrimonio, non però la polizia segreta, che prima delle nozze aveva già stilato un rapporto: « Ignoriamo con quale scopo la figlia illegittima del nobile Luka Kušelev stia per commettere un sacrilegio. Ma seguendo il cattivo esempio di Sof'ja Kovalevskij, la soprannominata Elizaveta Kušeleva ha convinto un colonnello della guardia imperiale dei granatieri degli ussari a convolare a giuste nozze, il cui carattere fittizio fu nascosto persino ai membri della famiglia ».
Dopo una sosta nella casa dei suoceri presso Nižnij Novgorod, con un lungo viaggio attraverso la Germania i due coniugi raggiunsero Ginevra nella primavera del 1868. La Svizzera era terra d'esilio di molti oppositori politici dei vari regimi europei, e folta era la colonia degli emigrati russi. A Ginevra Elizaveta conobbe i coniugi Ekaterina (1843-1914) e Viktor Bartenev, due proprietari che, alla riforma di Alessandro II avevano donato le loro terre ai contadini, e ora erano in contatto con gli internazionalisti, e le fecero conoscere uno dei leader dell'emigrazione russa, Nikolaj Utin (1841-1883), redattore del Narodnoe Delo.
Con questo amico di Černyševskij e corrispondente di Marx, Elizaveta discusse dei suoi progetti di creare a Volok cooperative agricole e degli investimenti che, a questo scopo, avrebbe voluto fare con la propria dote. Utin la dissuase, ritenendo inutili quei tentativi e più necessario investire risorse finanziarie e impegno personale sull'organizzazione politica. Michail Tomanovskij non aveva parte in queste discussioni. Sempre malato, volle tornare in Russia. Elizaveta lo accompagnò a Niznij Novgorod e proseguì per Pietroburgo. Liquidata una parte dei suoi beni, salutati i parenti, a novembre ripartì da sola e raggiunse nuovamente Ginevra.

### A Ginevra e a Londra
Secondo le regole della cospirazione, Elizaveta non scrisse mai ai parenti e agli amici rimasti in Russia, anche se la sua presenza non sfuggì agli informatori zaristi che sorvegliavano gli emigrati russi: « una donna di nome Élise abita con Utin », è scritto in un rapporto. Era il periodo del conflitto, all'interno della Prima Internazionale, tra marxisti e bakuninisti, e Utin ed Elizaveta, che stavano dalla parte di Marx, ne furono coinvolti.
Poiché Utin era ebreo, venne polemicamente descritto dall'anarchico James Guillaume come « il più piatto dei lacchè ebrei del signor Marx », mentre per il libertario antisemita Paul Robin « Élisabeth Dmitrieff, amica di Utin, è russa come lui e, diciamolo, perché è un dettaglio caratteristico, è ebrea come lui, come Marx, come Borkheim, [...] come Moritz Hesse, come Hepner, [...] come Frankel [...]. Mme Dmitrieff, conosciuta anche sotto il nome di cittadina Élise, è un'ammiratrice fanatica di Marx, che lei chiama, in stile di sinagoga, il Mosè moderno ». Non si sa se veramente Elizaveta chiamasse così Marx, ma certamente non era ebrea.
Quelle parole furono scritte nel 1872. Per il momento, Elizaveta non si faceva ancora chiamare Dmitrieff, ma soltanto Élise, si era iscritta alla sezione russa dell'Internazionale e collaborava, senza firmarsi, al suo giornale, il Narodnoe Delo. Conosciuto Benoît Malon, gli fece conoscere l'amato Che fare? e forse lo convinse a tradurlo in francese. L'edizione francese apparirà nel 1873.
Il 9 dicembre 1870 Utin, a nome della sezione russa, scrisse una lettera di presentazione di Elizaveta a Marx:
Affidare un incarico simile a una ragazza di 19 anni era il segno della notevole stima goduta da Elizaveta. In dicembre, partì da Ginevra per Ostenda, da dove s'imbarcò per Dover, e di qui prese il treno per Londra. Elizaveta rimase a Londra per tre mesi e incontrò spesso Marx e la sua famiglia nella loro casa di Modena Villas, a Maitland Park. Oltre alla moglie Jenny von Westphalen, e alle figlie Jenny, Eleanor e Laura, vi conobbe i suoi più stretti collaboratori, in particolare Engels, Applegarth e Jung, e assistette a numerose riunioni dell'Internazionale.

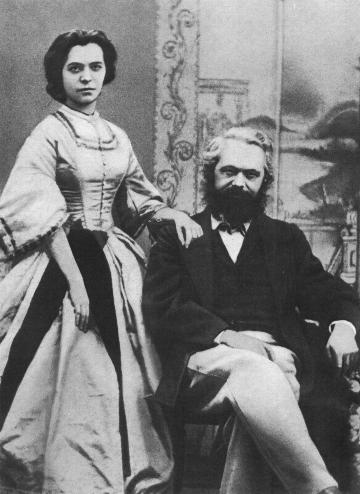
Marx con la figlia Jenny

Un quadro del museo di Volok rappresenta Elizaveta a colloquio con Marx ed Engels, ma l'unica fonte che permette di conoscere almeno una parte del contenuto dei loro incontri è data da una lettera scritta il 7 gennaio 1871 a Marx da Elizaveta, che si era ammalata di bronchite. La discussione verteva sul problema dell'obščina, la comune rurale russa:
Da mesi Parigi era in fermento. La guerra con i prussiani e il loro lungo assedio aveva provocato la mobilitazione della sua Guardia nazionale, che si era organizzata politicamente con l'istituzione di un Comitato centrale che entrò in conflitto con il governo, favorevole alla resa. L'insurrezione del 18 marzo 1871 e la fuga dei ministri a Versailles diede il potere al Comitato centrale, diretto da socialisti e da repubblicani radicali.
Il Consiglio generale dell'Internazionale, per poter essere informato sugli sviluppi della situazione politica, decise d'inviare a Parigi due propri emissari. Prima partì il francese Auguste Serraillier poi, quando Jung, l'altro designato, si ammalò, Elizaveta propose la propria candidatura, che venne accettata. Da Dover s'imbarcò per Calais e raggiunse Parigi il 27 marzo.

### A Parigi

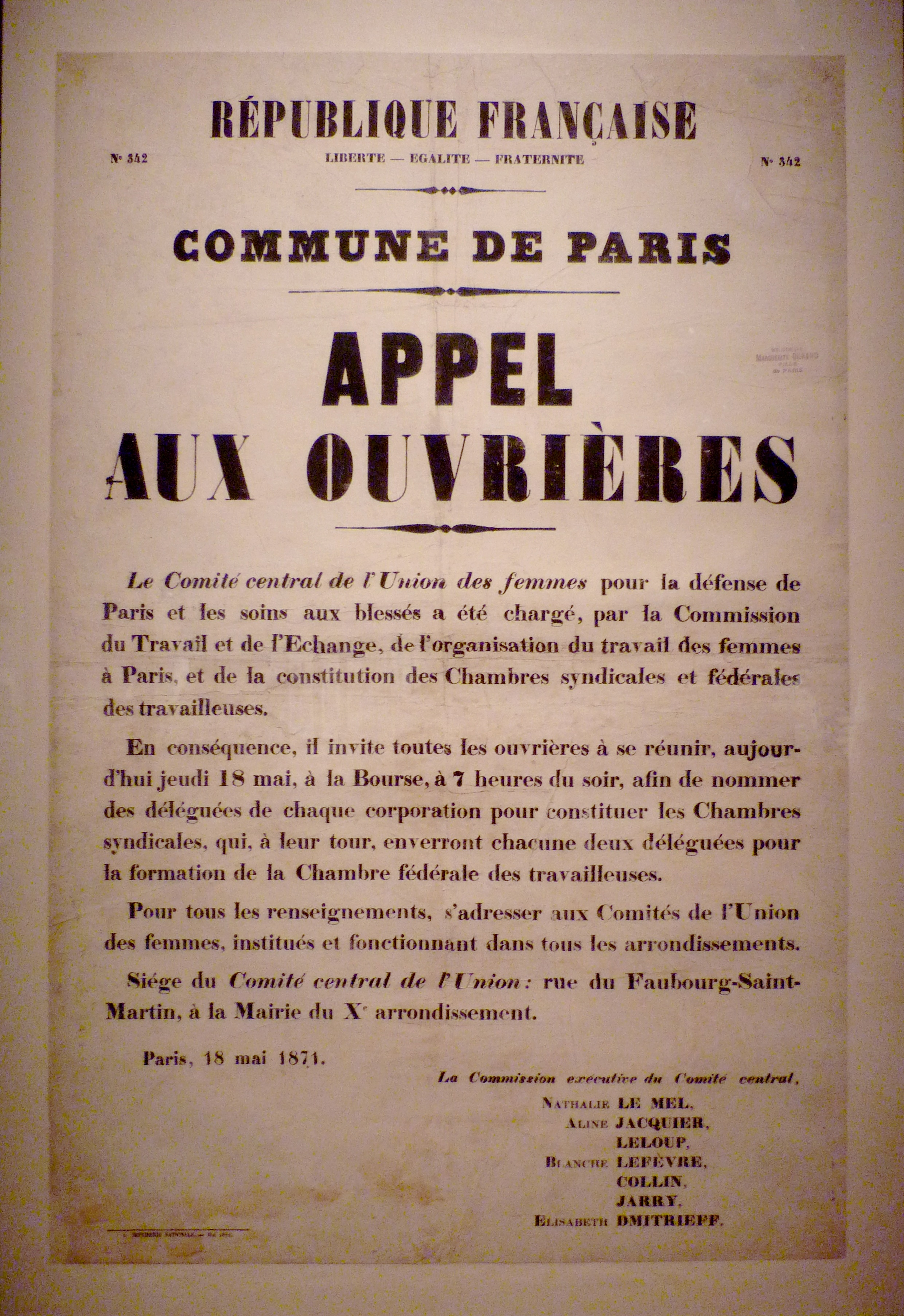
L'appello alle operaie scritto da Élisabeth Dmitrieff

Da Parigi, che si era appena costituita in Comune eleggendo il 26 marzo i propri delegati, scrisse a Hermann Jung dandogli qualche informazione: « Malon è eletto alla Comune, ma egli ha preso parte, non avendo compreso la situazione e malgrado la sua estrema onestà, a un movimento delle municipalità contro il Comitato centrale ». Elizaveta si riferiva all'azione, svolta nei giorni precedenti le elezioni del 26 marzo, dai sindaci dei municipi di Parigi, tra i quali era Malon, di cercare un accordo con il governo di Versailles contro la volontà del Comitato centrale della Guardia nazionale.
A Parigi Elizaveta assunse il nome russo francesizzato di Élisabeth Dmitrieff. L'8 aprile apparve un anonimo appello di « un gruppo di cittadine » nel quale si invitavano le parigine a costituire un'associazione con un avanzato programma sociale, unito alla necessità di difendere la Comune dai suoi nemici: « Niente doveri senza diritti, niente diritti senza doveri. Vogliamo il lavoro, ma per conservarne il prodotto. Non più sfruttatori né padroni. Lavoro e benessere per tutti. Autogoverno del popolo [...] ».
Il governo di Versailles aveva condotto nei primi giorni di aprile alcune operazioni militari contro la Comune: « Alle armi! La patria è in pericolo! [...] questi assassini del popolo e della libertà sono dei Francesi! Questa vertigine fratricida che s'impadronisce della Francia, questa lotta a morte, è l'atto finale dell'eterno antagonismo del diritto e della forza, del lavoro e dello sfruttamento, del popolo e dei suoi carnefici! ».
L'11 aprile fu fondata al Grand Café de la Nation in rue du Temple 79 l'Union des Femmes pour la Défense de Paris et les soins aux blessés Ognuno dei venti arrondissement - tranne il II arrondissement, rione della « Parigi bene » - scelse una rappresentante al Comitato centrale dell'Unione, che fu così composto da venti delegate, perché anche Élisabeth Dmitrieff ne fece parte, pur senza essere stata delegata da nessun arrondissement. Probabile segno, questo, che l'Union des Femmes sia stata ideata da lei, che fece parte anche della sua commissione esecutiva insieme a sei operaie, tra le quali Nathalie Lemel. Élisabeth fu l'ideologa dell'associazione, colei che ne redasse lo statuto e tutti i manifesti. Le sue compagne, tutte operaie, si dedicarono alle questioni organizzative e alle iniziative pratiche.
Il primo indirizzo inviato dall'Unione alla commissione esecutiva della Comune chiedeva di tener conto dei reclami di tutta la popolazione parigina « senza distinzioni di sesso, una distinzione creata e mantenuta dal bisogno dell'antagonismo sul quale riposano i privilegi delle classi governative ». Era una delle prime volte in cui un'organizzazione femminile considerava ogni ineguaglianza e antagonismo tra i sessi una delle basi del potere.

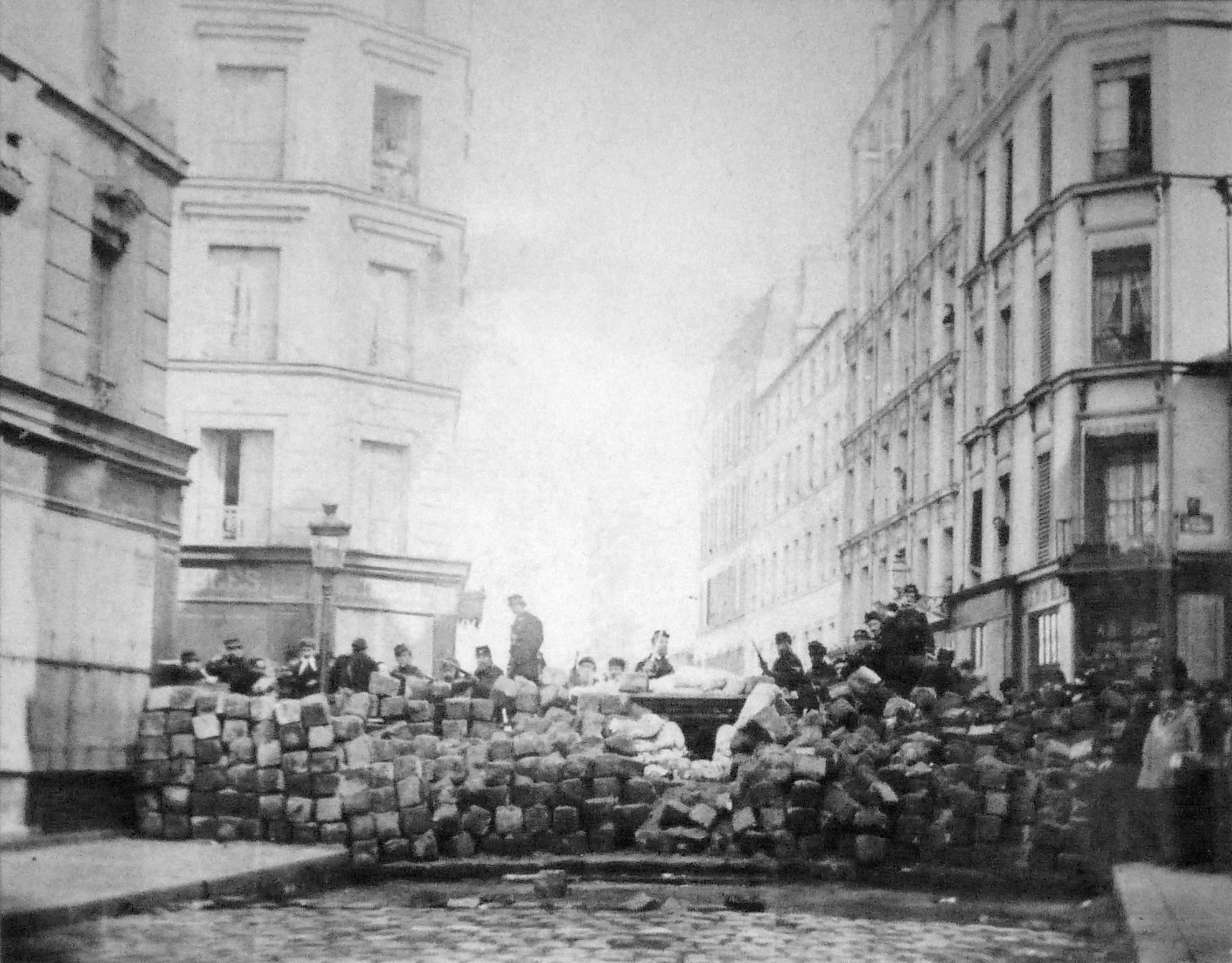
Barricata eretta a Parigi nel maggio 1871

Barral de Montaud, una spia di Thiers infiltrata nel comando della VII legione federata, informò con qualche inesattezza e molto veleno il governo di Verailles della novità:
Il 24 aprile la Dmitrieff scrisse a Jung. Si dichiarava pessimista sulla sorte della Comune, perché la provincia rimaneva passiva e, in vista di un attacco generale da Versailles, si aspettava « di morire uno di questi giorni su una barricata ». La Comune andava bene - scriveva - malgrado le perdite di tempo e gli errori commessi all'inizio, e « Parigi è realmente rivoluzionaria ». Diceva di lavorare molto per l'Unione, di scrivere e di parlare pubblicamente tutte le sere, riuscendo a riunire alcune migliaia di donne, ma di essere malata e « non c'è nessuno a sostituirmi ».
Il 23 maggio Élisabeth Dmitrieff firmò l'ultimo appello alle donne dell'Unione, invitandole a riunirsi al Comitato del X arrondissement per organizzare sulle barricate la resistenza all'esercito di Versailles, che era entrato a Parigi nel pomeriggio del 21 maggio. Obrescov, consigliere dell'ambasciata russa a Parigi, scrisse il 24 giugno al capo della polizia segreta Pёtr Šuvalov che durante la Settimana di sangue era stata vista « Élisabeth Dmitrev [sic] dietro le barricate, incoraggiando i federati alla resistenza, distribuendo munizioni e sparando alla testa di una cinquantina di megere. Si tiene per certo che abbia contribuito con parole e atti agli incendi che hanno desolato Parigi ». E si chiedeva che fine avesse fatto « quella forsennata ».

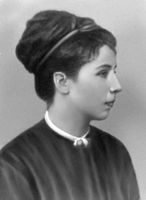
Élisabeth Dmitrieff

Le ricerche di Élisabeth e dei comunardi che erano riusciti a sfuggire alla repressione versagliese iniziarono subito. Alla fine di maggio, un rapporto di polizia dava questa descrizione della Dmitrieff:
Il 1º ottobre 1872 la polizia francese, dopo aver sfogliato i giornali dell'anno prima, aver saputo che aveva fondato e diretto l'Union des Femmes e averle attribuito 28 anni, poteva aggiungere questa descrizione:
Con questi elementi, il Consiglio di guerra di Versailles emise, il 26 ottobre 1872, la sua sentenza contro la contumace Élisabeth Dmitrieff: deportazione a vita in un campo fortificato nella Nuova Caledonia. Dopo aver amnistiato tutti i comunardi nel 1880, nel 1884 le autorità francesi decretarono la sua espulsione dalla Francia. Non si aveva nessuna idea di dove si trovasse, e tuttavia la decisione venne notificata alle autorità degli Stati Uniti.
Qualche tempo dopo la caduta della Comune, cominciarono a essere pubblicati libri di memorie su quell'esperienza e vi si trovano accenni alla figura della Dmitrieff. Nel luglio del 1871 Lissagaray racconta che il 25 maggio, durante la Settimana di sangue, il membro della Comune Leó Frankel giunse ferito al municipio dell'XI arrondissement e « il suo sangue colava sul vestito elegante » della signora « grande, dai capelli d'oro, ammirevolmente bella e sorridente » che lo sorreggeva: « per parecchi giorni ella si prodigò nelle barricate, curando i feriti, trovando forze incredibili nel suo cuore generoso ». L'episodio è narrato anche da Alphonse Humbert a Maxime Vuillaume: « Un gruppo di guardie scorta una barella sulla quale riposa un ferito, Frankel. China sul volto pallidissimo di Frankel, una grande e bella ragazza bionda dai tratti energici, il profilo fine. Una russa. Mlle Dmitrieff».
Dmitrieff e Frankel fuggirono insieme da Parigi e raggiunsero la Svizzera. Poi, i loro destini si separarono. Mentre Élisabeth si fermò qualche mese ancora a Ginevra, l'ungherese passò a Londra, dove fu spesso ospite di Marx. Frankel era innamorato di lei, come conferma una lettera di Marx del 1874: « Frankel e Utin erano qui ieri sera. Quest'ultimo ci ha informato che Mme Tomanovskij si è sposata [...] Frankel ha molto sofferto per questo colpo inatteso ».

### Il ritorno in Russia
Il 4 giugno 1871 l'internazionalista Henri Perret informò Hermann Jung dell'arrivo di Élisabeth Dmitrieff a Ginevra:
Elizaveta rimase a Ginevra quattro mesi. Ai primi di ottobre prese il treno per San Pietroburgo. Qui rivide la famiglia e gli amici. Conservava ancora i suoi sogni rivoluzionari: all'amico Aleksej Kuropatkin, allora studente all'Accademia militare della capitale, chiese la mappa della dislocazione della guarnigione di San Pietroburgo, con Ekaterina Barteneva progettò l'inserimento in una comunità sociale fondata dai populisti nei pressi di Mosca. L'esperienza le deluse, perché dopo tre giorni lasciarono la comunità.
Elizaveta rivide Michail Tomanovskij, il marito che la malattia andava spegnendo, e ne pianse la morte, alla fine del 1873. Tanto dolore sorprese o non fu creduto sincero, perché lei già attendeva una figlia da un altro uomo con il quale aveva da più di un anno un'aperta relazione, Ivan Michajlovič Davydovskij, amico del fratello Aleksandr e amministratore delle terre di Michail Tomanovskij. La figlia Vera nacque qualche settimana dopo la sua scomparsa. L'anno dopo venne la seconda figlia, Irina.
Così, nel 1874, Elizaveta sposò Davydovskij, malgrado taluni amici, come Utin, avessero cercato di dissuaderla, perché l'uomo non godeva di buona fama, ma lei considerò quelle voci soltanto delle calunnie. In realtà Michail Davydovskij, nobile impoverito, poco più che trentenne, aveva un notevole fascino ma ne faceva un cattivo uso, usandolo per raggirare e truffare gente benestante, agendo con la complicità di decine di persone della sua stessa estrazione, figli di nobili, di commercianti, di funzionari. Una vera e propria banda che, una volta scoperta, sarà chiamata il Club dei Fanti di cuori, dal titolo di un romanzo dell'allora popolare scrittore Ponson du Terrail.
La posizione di Davydovskij era gravemente compromessa: oltre alle imputazioni di truffa, una donna l'accusava di averla istigata a commettere un omicidio. La notizia dello scandalo arrivò anche in Svizzera e a Londra. Elizaveta, rimasta con poco denaro, aveva però bisogno di un difensore di grido e si era rivolta a Utin. Questi informò Marx, che tramite l'amico professor Maksim Kovalevskij, le procurò l'avvocato Taneev, gran nome del foro moscovita e anche « devoto amico del popolo ».
Elizaveta testimoniò al processo, che si era aperto a Mosca nel febbraio del 1877, difendendo inutilmente il marito che fu riconosciuto responsabile di tutti i reati ascritti e condannato alla deportazione in Siberia, a otto anni di lavori forzati e all'esilio a vita. La moglie decise di seguirlo con le due figlie.

### In Siberia
Vera Figner, la nota rivoluzionaria populista, scrive nelle sue Memorie di aver conosciuto Elizaveta nel 1876, in una riunione di oppositori del regime zarista di diverse tendenze. Vi erano populisti, bakuniniani e marxisti. Tra questi ultimi, Elizaveta:
Con queste convinzioni, Elizaveta Davydovskaja finiva con il precludersi volontariamente ogni attività politica in Russia dove « si sentiva soffocare », come aveva scritto nello stesso periodo a Utin, e dove si susseguivano i processi contro le cellule rivoluzionarie. Le rimanevano un marito deportato in un bagno penale presso Krasnojarsk e due figlie, con le quali alla fine del 1877 partì per la Siberia e si stabilì a Enisejsk. Qui si tenne in contatto epistolare con Davydovskij, finché questi, nel 1885, finì di scontare la pena e si unì alla propria famiglia.
Restando in vigore l'obbligo di residenza nel territorio di Krasnojarsk e la necessità di procurarsi da vivere, i Davydovskij risiedettero nel villaggio di Areski e Ivan Michailovič intraprese l'attività di cercatore di trementina, di cui le foreste siberiane erano ricche, poi affittarono a Emel'janovo un appartamento in una casa a fianco della chiesa e infine, nel 1898, ottennero di poter risiedere a Krasnojarsk. Sono conservate le richieste di autorizzazione, inviate al governatorato da Elizaveta, per poter effettuare ricerche di minerali - oro, rame, ferro - nel demanio del distretto. L'attività, finanziata anche dal fratello di Elizaveta, Vladimir, si esaurì senza successo.

### Gli ultimi anni
In quel periodo Anton Čechov aveva sostato a Krasnojarsk. Elizaveta dovette fare la sua conoscenza diretta, perché una lettera indirizzata il 21 settembre 1899 allo scrittore dall'attrice Olga Knipper, sua prossima sposa, lo informava che la sua « protetta E. Tomanovskaja » era arrivata a Pietroburgo e lo « ringraziava di tutto ».
Finiva così il suo secondo matrimonio. Stabilita a Pietroburgo e a Volok, Elizaveta assistette nel 1901 alla morte della madre, litigò per l'eredità con il fratello Vladimir, che rimase proprietario delle terre, e nel 1902 si trasferì a Mosca. Qui la raggiunsero le figlie. Ivan Davydovskij aveva ottenuto la grazia nel 1902 e si era stabilito anch'egli a Mosca, in un'altra casa. Le tre donne vissero di lavori di cucito a domicilio. Nel 1916 Elizaveta risultava ancora viva, nel 1919 non più.

## Commemorazioni
Il 27 marzo 2006 il municipio del III arrondissement di Parigi decise di intitolarle la piazza all'intersezione di rue du Temple con rue de Turbigo. L'inaugurazione avvenne l'8 marzo 2007, ricorrenza della Giornata internazionale della donna. Quel giorno, nello stesso arrondissement furono intitolate due piazze anche a Nathalie Lemel e a Renée Vivien.